# Asperugo
Asperugo es un género de plantas con flores perteneciente a la familia Boraginaceae. Comprende 8 especies descritas y de estas, solo una aceptada.  Su única especie: Asperugo procumbens, se distribuye por el Norte de África  y Eurasia.

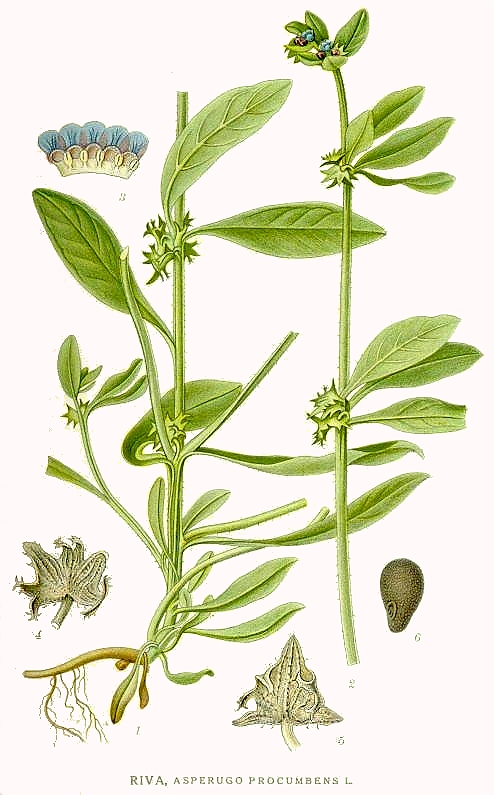
Ilustración

## Descripción
Planta de hasta 50 cm de altura. Tiene el tallo y ramas fistuloso, estriado, escabrido con setosos pelos retrorsos. Poco peciolada. La lámina de 20-80 x 6-19 mm (incluyendo el pecíolo), oblanceolado a amplio lanceolada, aguda a obtusa, con pelos en ambas superficies de hasta 1,0 mm de largo, que surge de una base hinchada. Pedicelo 2-4 mm de largo. Cáliz velloso, ± 2.5 mm de largo. Corola azul, de 2-4 mm de largo, ligeramente superior a la longitud del cáliz. Nuececillas de 2.5-3 mm de largo, comprimidas lateralmente, eliticas-ovoides, minuciosamente tuberculadas, de color pardusco amarillo a marrón.

## Distribución y hábitat
Planta nitrófila, ruderal, arvense, viaria, se encuentra en substrato básico, frecuentemente en calizas, margas y yesos, más raro en suelos arenosos; a una altitud de 100-2300 metros en Europa, W de Asia, Norte de África. N, C, E y S de España. 

## Taxonomía
Asperugo procumbens fue descrito por Carlos Linneo  y publicado en Species Plantarum 1: 138. 1753.
Etimología
Asperugo: nombre genérico que deriva del griego: asper = "rugosa", y se utiliza para una planta con hojas ásperas o espinosas.
Citología
Número de cromosomas de Asperugo procumbens (Fam. Boraginaceae) y táxones infraespecíficos: n=24; 2n=48
Sinonimia
- Asperugo alba Mazziari
- Asperugo erecta I.Pop
- Asperugo vulgaris Dum.Cours.
- Asperugo vulgaris Bubani

## Nombre común
- Castellano: amor de hortelano, asperilla, asperilla morada, asperugo vulgar, azotalenguas, raspilla, uñas ásperas, uñas ásperas azules, uñas ásperas blancas.[5]